# Classificació paralímpica

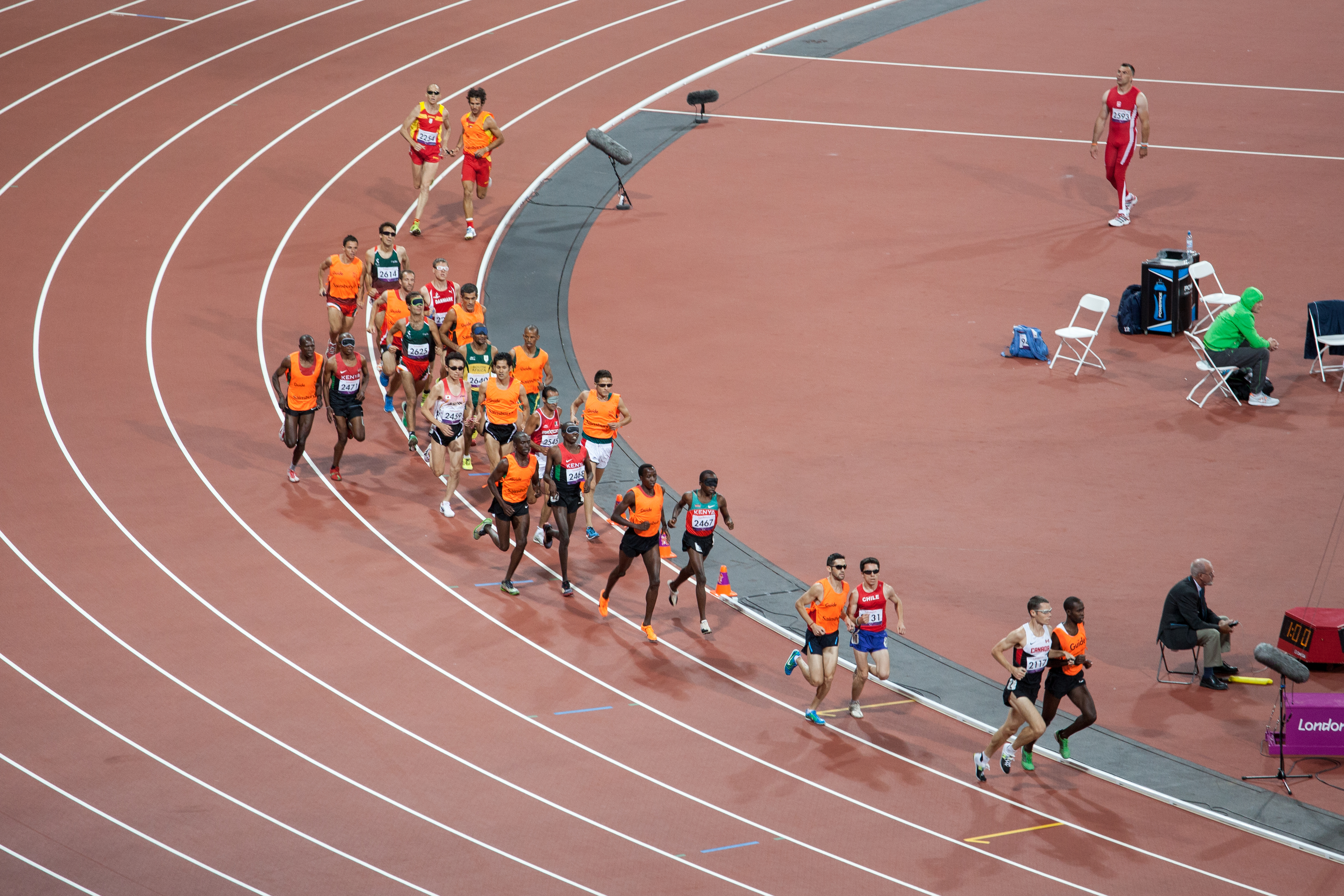
Carrera masculina de 5000 metres per a atletes de categoria T11 (ceguesa total) en els Jocs Paralímpics de Londres 2012.

La classificació paralímpica és la base per determinar qui pot competir en els esports específics dels Jocs Paralímpics i dins de quina classe. La classificació és competència del Comitè Paralímpic Internacional. Persones amb discapacitat física, visual i intel·lectual són elegibles per competir en aquests esports. Va ser creada en els anys 1940 i en els seus inicis era un sistema de classificació basat en la condició mèdica. Amb el pas del temps, ha esdevingut en un sistema basat en la mobilitat funcional i està mutant cap a un basat en l'evidència.

## Definició
La classificació paralímpica en els Jocs Paralímpics és la base per determinar qui pot competir en esports atlètics concrets, i dins de quina classe. És usat amb el propòsit de establir una competició justa. Les regles generals per als esports paralímpics estan basades en les regles per a competidors olímpics. Les classificacions per a cecs estan basades en la classificació mèdica, no en la classificació funcional.

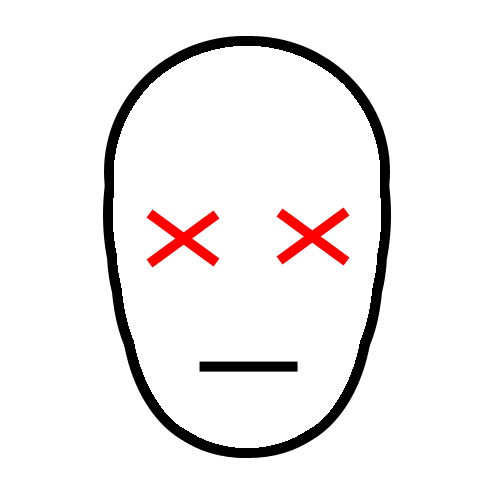
Visualització de visió funcional per a un competidor T11.
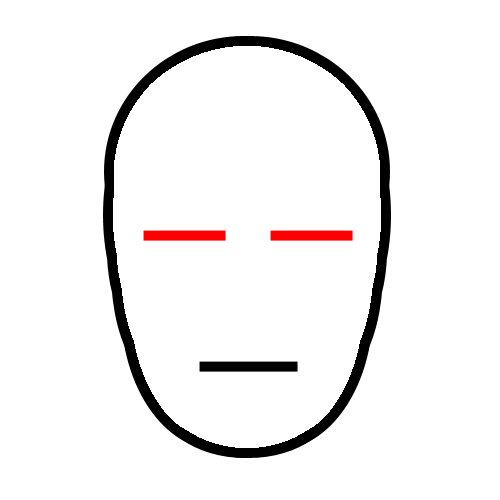
Visualització de visió funcional per a un competidor T12.
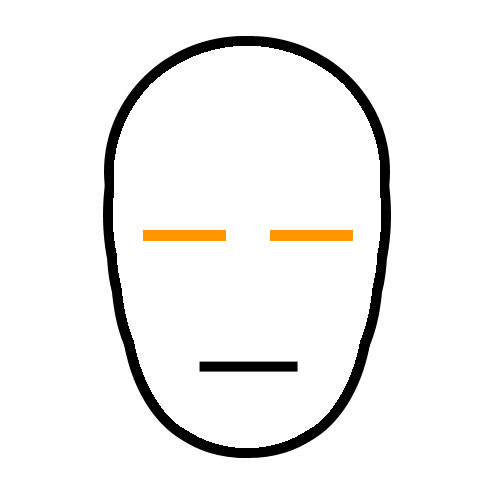
Visualització de visió funcional per a un competidor T13.
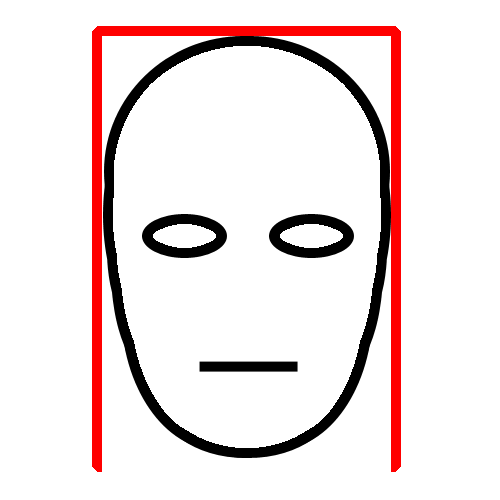
Visualització de classificació per a un competidor T20.
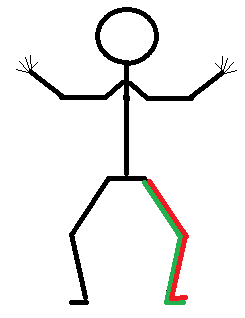
Tipus d'incapacitat per a alguns competidors T42.
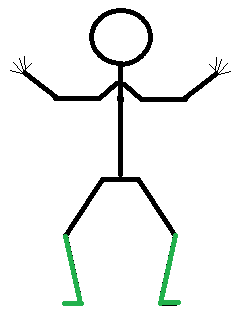
Tipus d'incapacitat per a alguns competidors T43.
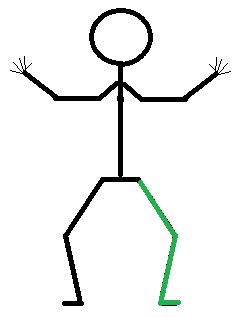
Tipus d'incapacitat per a alguns competidors T43.
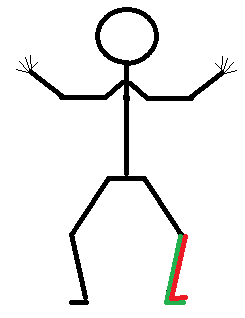
Tipus d'incapacitat per a alguns competidors T44.
Gamma de mobilitat funcional per a un competidor T51.
Gamma de mobilitat funcional per a un competidor T52.

## Governança
La classificació és competència del Comitè Paralímpic Internacional, amb la classificació descrita en l'IPC Athletics Classification Handbook. En 1983, les regles per a aquest esport i l'aprovació per a classificació van ser realitzats per la International Amateur Athletics. En els Jocs de 1992, la classificació paralímpica va ser monitorejada per quatre cossos esportius diferents que inclouen l'IBSA, ISOD, ISMWSF i el CP-ISRA.

## Classes
Hi ha quatre classificacions per a atletes en cadires de rodes amb paràlisi cerebral i desordres de moviment similars: T31, T32, T33 i T34. Hi ha altres quatre classes per a atletes amb altres discapacitats, com a lesió de la medul·la espinal. aquestes inclouen les categories T51, T52, T53 i T54. La classificació T54, actualment en ús, és comparable (encara que més àmplia) que la classificació L2 SCI. Igual que aquesta última, la T54 inclou competidors amb funcionament normal excepte amb paràlisi del membre inferior; a diferència del SCI L2, també inclou a amputats d'ambdues cames. Si un atleta té paràlisi dels seus músculs abdominals, pot classificar com un T53. Els esdeveniments per a atletes en cadires de rodes van des de les carreres de 100 metres a la marató.
En atletisme, les amputacions bilaterals sota el colze tenen un impacte mínim en la capacitat funcional per córrer distàncies. Com a resultat, les classificacions atlètiques difereixen de les de natació a causa de les diferències en els requeriments d'ús del cos que impacten rendiment.

## Nivells de classificació
Hi ha nivells de la classificació: provisional, nacional i internacional. El primer és per a atletes que no tenen accés a un tauler de classificació complet, és una indicació provisional de classe, utilitzat només en els nivells més baixos de competició. El segon pot ser utilitzat en totes les competicions domèstiques. Per competir internacionalment cal una classificació de nivell Internacional.